# Tramway à impériale

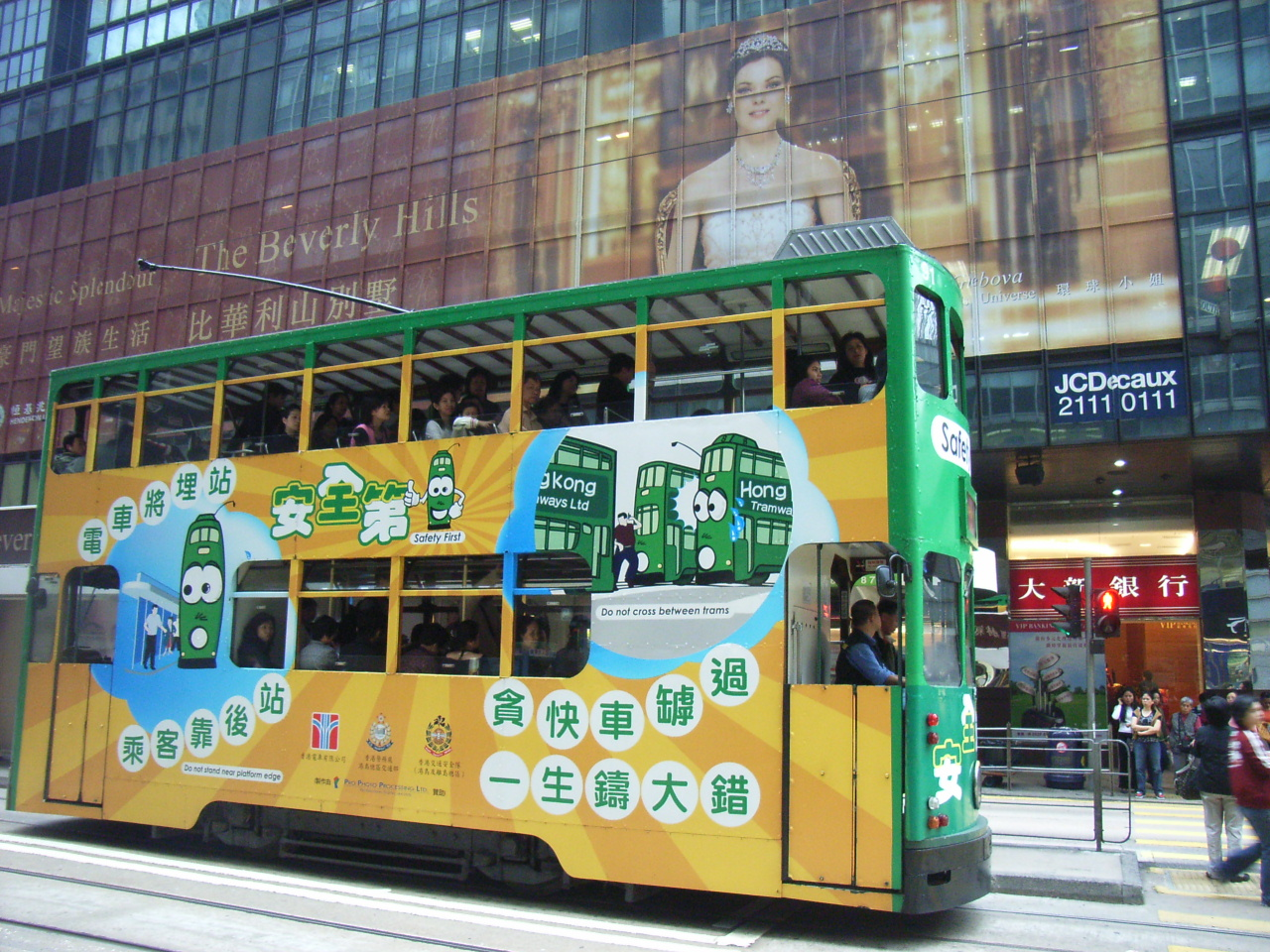
Tramway hongkongais contemporain

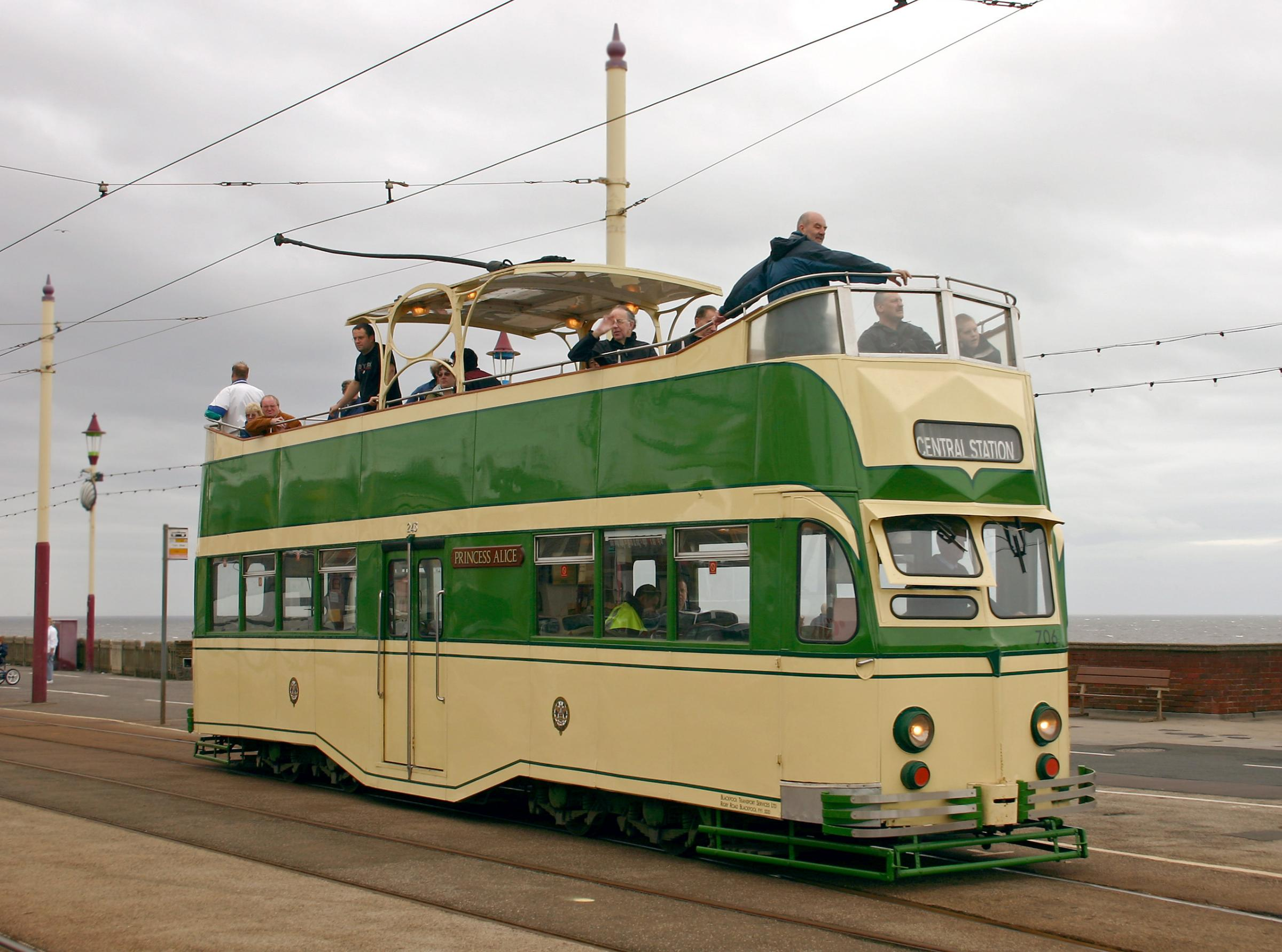
Tramway de Blackpool

Un tramway à impériale est un tramway possédant un étage accessible par un escalier situé sur chacune des plates formes d'accès au véhicule, ce qui permet d'augmenter la capacité d'un véhicule.
Ce type de tramway était très développé au début du XXe siècle car il permet un doublement de la capacité, sans augmentation significative du poids du véhicule (contrairement à l’ajout d’une voiture supplémentaire qui nécessite un châssis et une caisse de plusieurs tonnes, l’impériale peut même être découverte et donc ne comporter qu’une simple rambarde).
Aujourd'hui cette disposition de caisse subsiste sur les tramways d'Alexandrie, de Hong Kong (où elle se justifie par la forte densité de trafic, une impériale prenant moins de place au sol que deux voitures), de Dubaï (tramway touristique) et de Blackpool en Angleterre.
Ailleurs, cette disposition a généralement été abandonnée pour ne pas avoir à faire gravir les marches aux passagers, ce qui peut se révéler peu pratique en cas d’arrêts fréquents (cette raison fut aussi celle qui a motivé l’abandon des autobus à impériale parisiens)

## Galerie

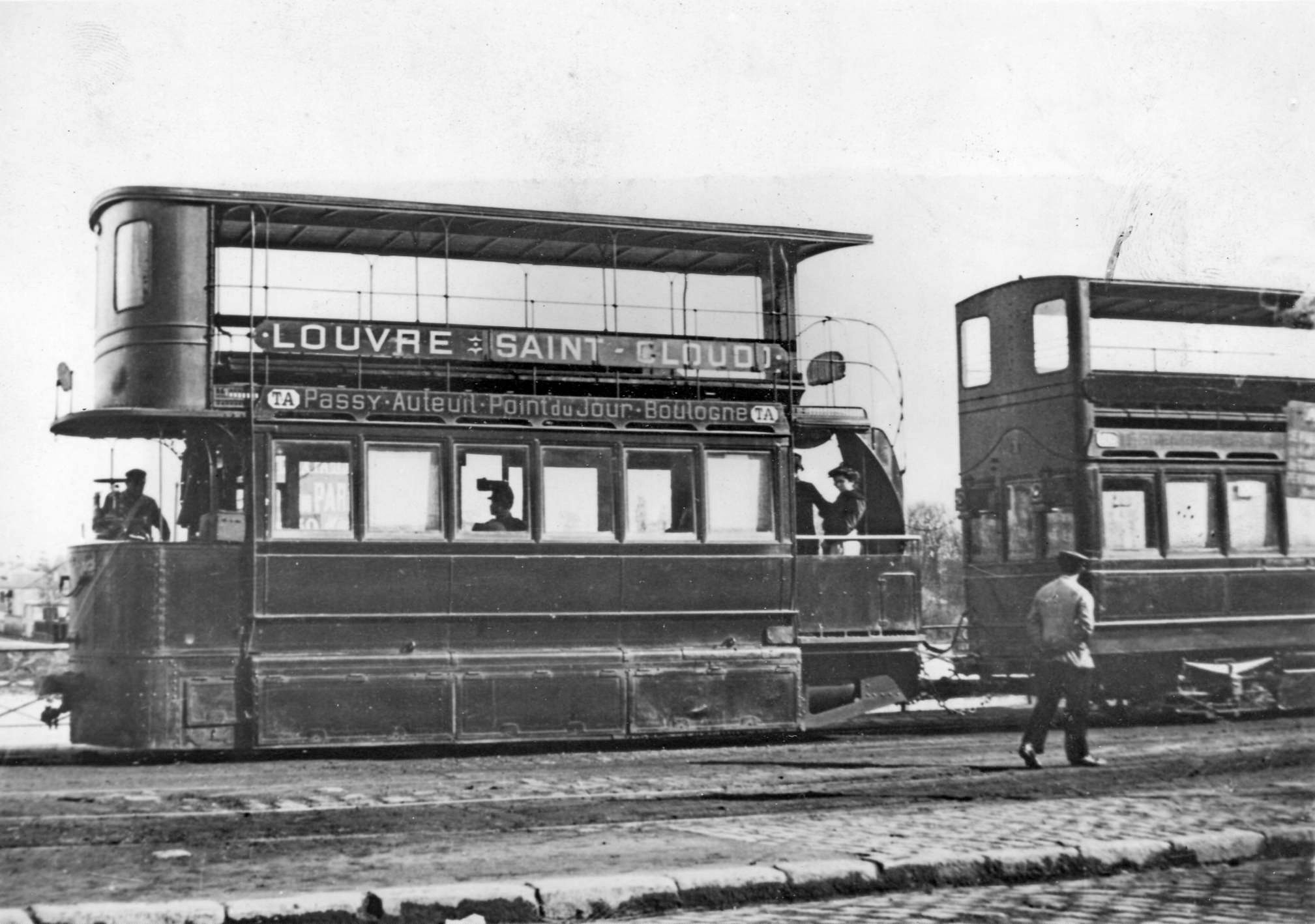
Tramway parisien à air comprimé de la CGO, type 1900 Ces automotrices de 14 T, longues de 8,32 m. et larges de 2m, avaient 52 places (20 dans le compartiment, 4 sur la plate-forme et 28 sur l’impériale
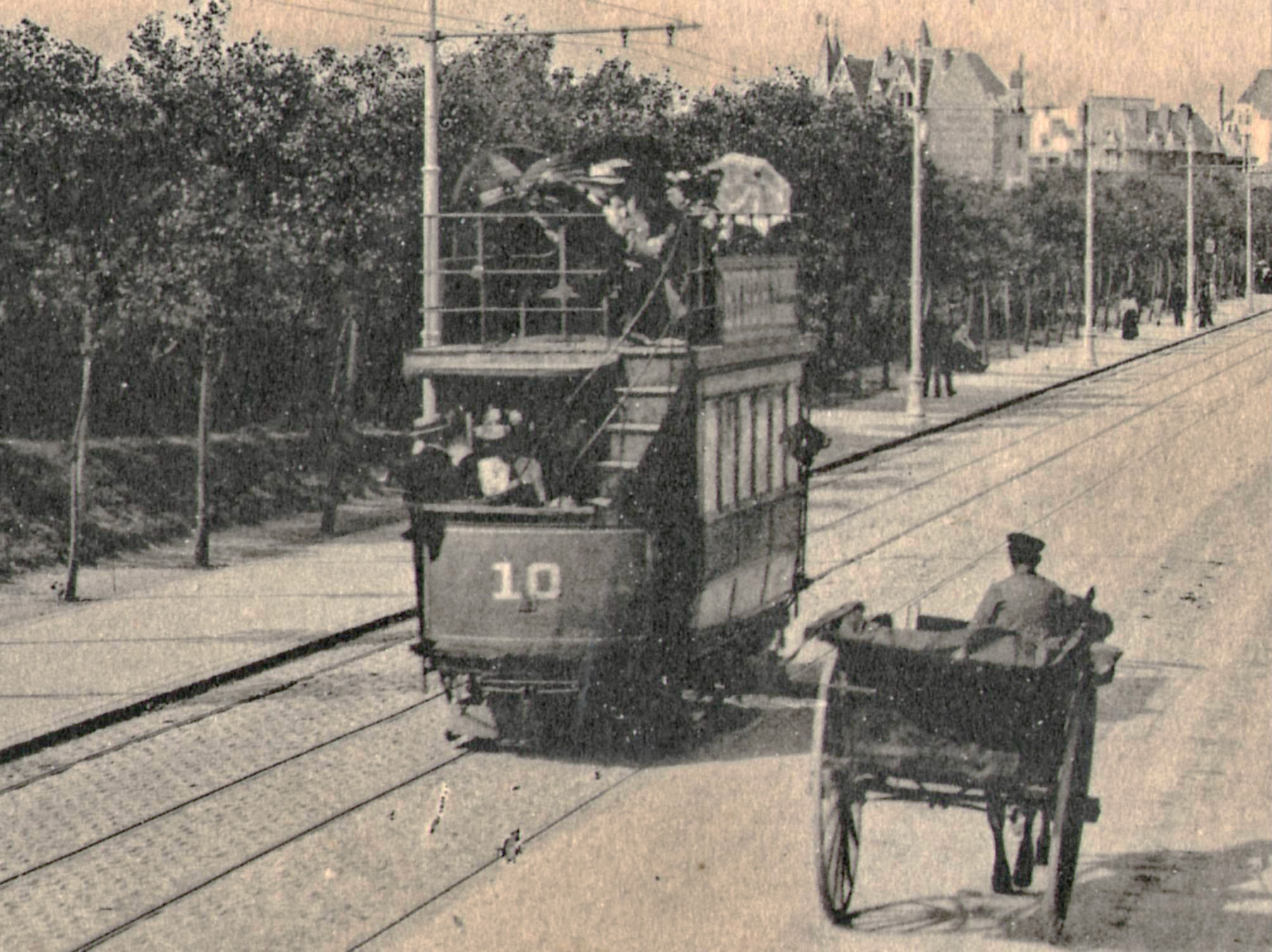
Motrice à impériale ouverte du tramway de Dunkerque, vers 1902
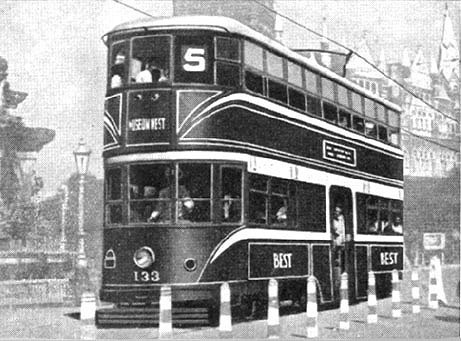
Bombay (Mumbai) tramcar No. 133, dans les années 1920
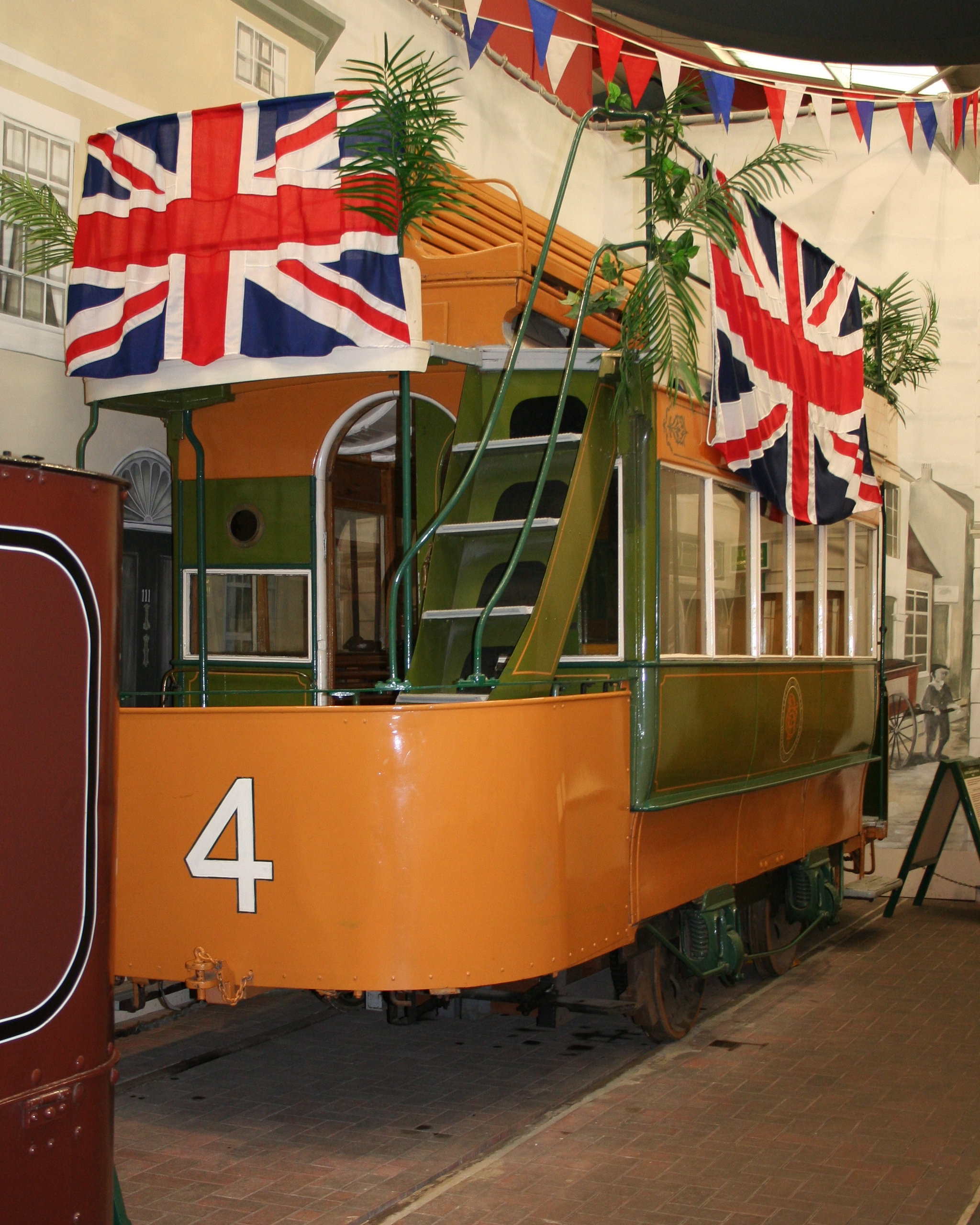
Blackpool Conduit tramcar No. 4
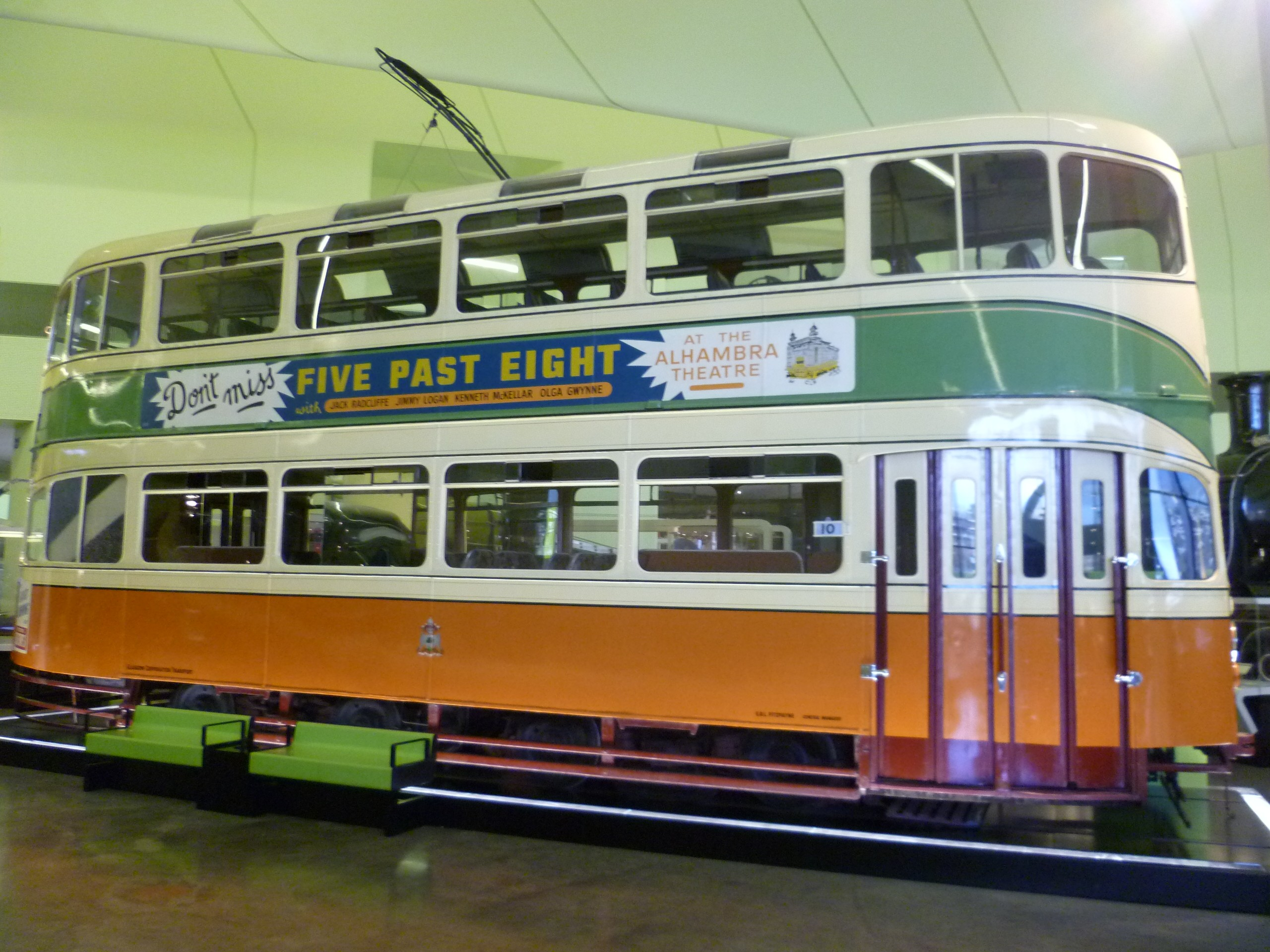
Glasgow Cunarder tramcar No. 1392
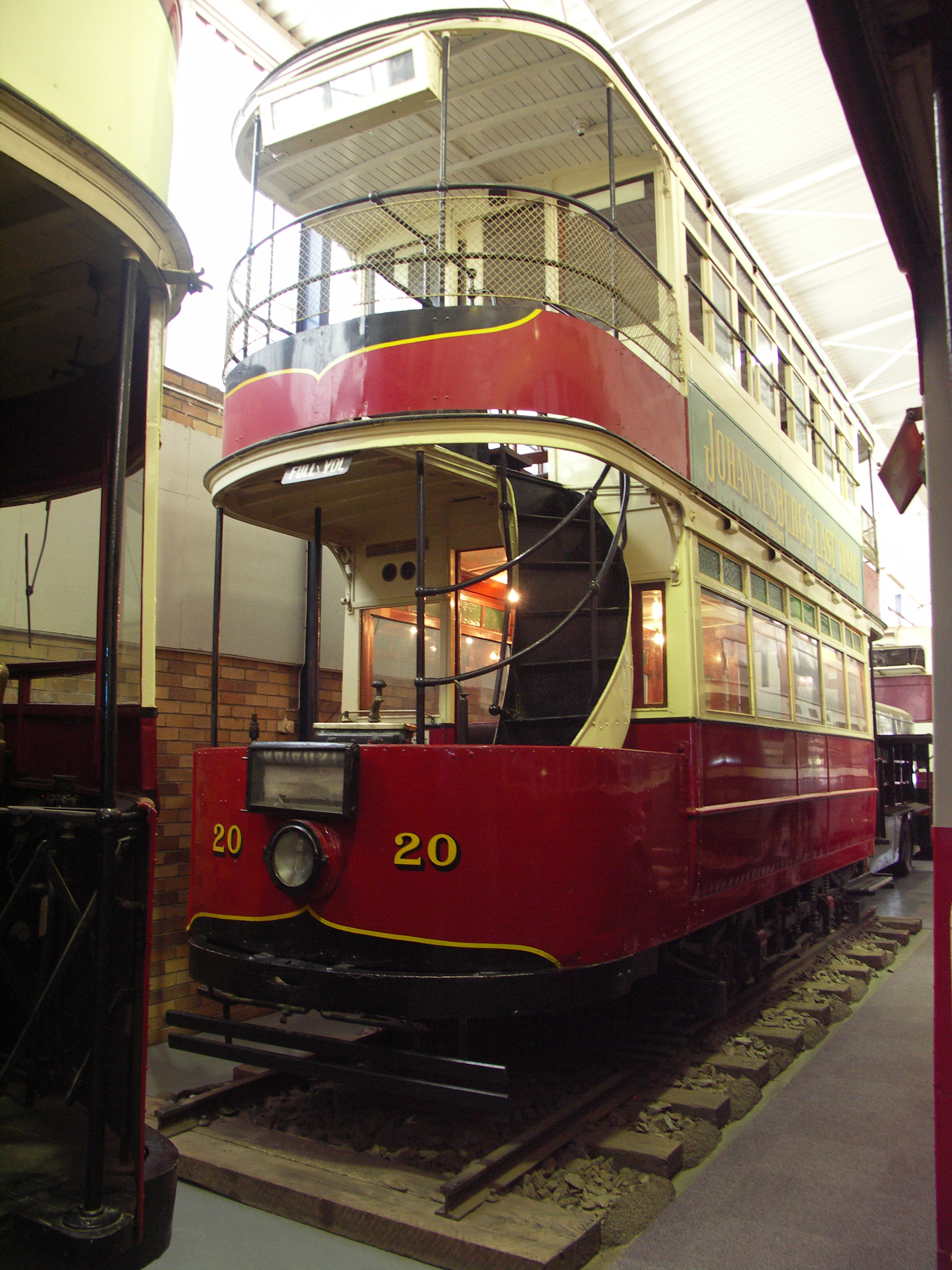
Johannesburg tramcar No. 20